# Römerberg (Pfalz)
Römerberg este o comună din landul Renania-Palatinat, Germania.